# 竹内兄妹
竹内兄妹（たけうちきょうだい）は、かつてプロダクション人力舎で活動していたお笑いトリオ。2013年解散。

## メンバー
- 経宏（みちひろ、1984年4月10日（40歳） - ）
  - 竹内家の長男（6人兄弟の上から2番目）。A型。
  - ボケ担当。
  - おぎやはぎの矢作兼の付き人をしていて、車の運転などを行っていた。
  - 引退後は千葉テレビの番組制作、実家の「赤ひげ堂」勤務を経て、マネーフォワードに勤務[1]。
  - 2023年4月29日、自身のTwitterアカウントにて昨年末に芸人復帰していた事を公表[2]。同年7月8日、新しく結成したお笑いトリオ名が「一階建マンション」（いっかいだてマンション）である事を明かした[3]。
- 夕乃（ゆうの、1986年6月23日（38歳） - ）
  - 竹内家の次女（6人兄弟の上から3番目）。O型。
  - ツッコミ担当。
  - 体が柔らかい。
- いく実（いくみ、1988年12月1日（36歳） - ）
  - 竹内家の三女（6人兄弟の上から4番目）。O型。
  - ボケ担当。
  - 姉の夕乃のことをこの世で一番尊敬している。
  - iPhoneアプリの「つみネコ」にハマっている。

## 略歴
- 兄と妹二人の三人で結成。2009年よりJCAプロモーション所属となって活動。
- キングオブコント2009 1回戦敗退
- M-1グランプリ2009 2回戦進出
- M-1グランプリ2010 2回戦進出
- メンバーの一人が病気で活動を続けるのが困難になった事を理由に、2013年に芸人としての活動終了[1]。

## 芸風
- 元々はコントを行っていたが、後に漫才に移行。
- 漫才の構成は、夕乃が話の流れを造り、経宏がまず突拍子もないボケを言い、さらにいく実が飛躍したボケをする事で二人に対立関係が生まれ、さらにボケを重ねていく所を夕乃がキレのあるツッコミで止める、という展開が多い。

## エピソード
- 実の兄妹である。3人の上に姉、下に弟、妹がおり、2男4女の6人兄弟である。
- 竹内家の実家は代々木の東洋医学総合治療院「赤ひげ堂」。
- 第9回東京03単独ライブ「いらいら」の幕間映像に夕乃といく実が出演している。

## 出演

### テレビ
- バカヂカラ（TOKYO MX）※夕乃といく実のみ、エキストラとして出演
- 熱血BO-SO TV（チバテレビ）レギュラー出演
  - 「熱血正社員」千葉芸人による「熱血C-1グランプリ」初代チャンピオン
- 新世紀ネタキング決定戦（TOKYO MX、2011年3月3日）
- 情報満喫バラエティ 週末にしたい10のこと!（日本テレビ、2011年10月22日）

### ライブ
- バカ爆走!（毎月1日から6日 ミニホール新宿Fu-）
- スタートダッシュ!
- BOMB!!
他